# مراد بوسبت
مراد بوسبت: لاعب دولي سابق في كرة اليد (حارس مرمي) مع المنتخب الجزائري من مواليد 19 ماي 1960 بحي بلوزداد في الجزائر العاصمة، كانت بدايته في كرة اليد عام  1973 مع شباب بلكور ( بلوزداد حاليا ) ، تكون في النادي وتلقي فيه أبجديات كرة اليد، قبل أن ينتقل سنة 1977 إلى فريق ديناميكية بناء الجزائر ( اتحاد البناء ) الذي قضي معه معظم مشواره الرياضي
اتحاد البناء هو النادي الأم بالنسبة لمراد بوسبت حيث ترعرع فيه ولعب معه في عدة أصناف، عرف فيه التألق عبر تتويجه بكثير من الألقاب (البطولة الوطنية + كأس الجزائر)  
'استدعي إلى المنتخب الجزائري مطلع ثمانينيات القرن الماضي، أين شارك معه في عدة بطولات ونال معه 4 كؤوس أفريقية في سنوات 1981,1983، 1987,1989، موازاة مع ذلك توّج بكأس إفريقيا للأندية مع ديناميكية بناء الجزائر (اتحاد البناء ) أعوام 1989، 1990، احترف في فرنسا مع نادي دانكارك الفرنسي وخاض معه نهائي كأس فرنسا سنة 1991.
آخر مباراة له مع المنتخب الجزائري كانت سنة 1991 حين خسر نهائي بطولة إفريقيا بمصر 
بدأ مهنة التدريب مع فريق اتحاد البناء فعمل في البداية كمساعد للمدرب قبل أن يتقلد عدة مناصب (مدرب أول، مدير فني إلى المسؤول الأول لجميع الرياضات في الفريق ) إلى حين اتخاذه قرار الابتعاد عن النادي والهجرة إلى الخليج.

## الاندية التي دربها
- 2002الي2003 نادي الحزم السعودي لكرة اليد [4]
- 2005 نادي الوحدة السعودي لكرة اليد
- 2007 الي 2008 نادي الخليج السعودي لكرة اليد [5]
- نادي مقنين التونسي لكرة اليد
- نادي طنجة المغربي لكرة اليد
- 2010 نادي مسقط العماني لكرة اليد
- نادي برج بوعريريج الجزائري لكرة اليد
- 2012 الي 2019 نادي مسقط العماني لكرة اليد
- 2021 المنتخب العماني لكرة اليد [6]

## إنجازات اللاعب

### معمنتخب الجزائر لكرة اليد
- المشاركة في الألعاب الأولمبية : 1984، 1988 [7]
- المشاركة في بطولة العالم لكرة اليد للرجال : 1982، 1986 ، 1990
- البطل بطولة أفريقيا لكرة اليد للرجال : 1981 ، 1983 ، 1987 ، 1989

### مع النوادي
ديناميكية بناء الجزائر
- البطل كأس إفريقيا للأندية الفائزة بالكؤوس لكرة اليد: 1989 ، 1990

نادي مولودية وهران
- البطل البطولة العربية للأندية البطلة لكرة اليد: 1983

نادي دانكارك الفرنسي
- الوصيف كاس فرنسا لكرة اليد: 1991

## انجازات المدرب
نادي مسقط العماني لكرة اليد (من 2012 الي 2019 )
- بطل دوري عام السلطنة لكرة اليد (4) : 2013/2012 ، 2015/2014 ، 2017/2016، 2018/2017 [8][9]
- بطل درع الوزارة لكرة اليد (5) : 2013/2012 ، 2015/2014 ، 2016/2015، 2017/2016، 2019/2018 [10][11][12]
- بطل كاس السوبر العماني لكرة اليد (2): 2018 ، 2019
- نهائي كاس السوبر العماني لكرة اليد: 2017
- الثاني دوري عام السلطنة لكرة اليد : 2019

## المصاد
1. 1 2  Olympedia (بالإنجليزية), 2006, QID:Q95606922
2. ↑  "المحاربون سيتألقون في مونديال قطر، إذا ." sport.echoroukonline.com (بالإنجليزية الأمريكية). Archived from the original on 2016-10-19. Retrieved 2017-01-28.
3. ↑  "مغامرة "الخضر" لكرة اليد خلال 36 سنة (1974-2009): بين الأمل و الخيبة". جزايرس. مؤرشف من الأصل في 2018-04-06. اطلع عليه بتاريخ 2017-01-28.
4. ↑  اليوم، صحيفة. "اليوم : بوسبت الجزائري يدرب يد الحزم". www.alyaum.com. مؤرشف من الأصل في 2018-04-06. اطلع عليه بتاريخ 2017-01-28.
5. ↑  احمد-الدمام, حسين (27 Apr 2008). "الخليج يلغي عقد مدرب اليد ويرفع مكافأة القدم". Okaz (بالإنجليزية البريطانية). Archived from the original on 2018-06-12. Retrieved 2017-01-28.
6. ↑  https://www.omandaily.om/%D8%A7%D9%84%D8%B1%D9%8A%D8%A7%D8%B6%D9%8A%D8%A9/na/%D8%A7%D9%84%D8%AC%D8%B2%D8%A7%D8%A6%D8%B1%D9%8A-%D9%85%D8%B1%D8%A7%D8%AF-%D8%A8%D9%88%D8%B3%D8%A8%D8%AA-%D9%8A%D9%82%D9%88%D8%AF-%D8%A7%D9%84%D9%85%D9%86%D8%AA%D8%AE%D8%A8-%D8%A7%D9%84%D8%A3%D9%88%D9%84-%D9%88%D9%86%D8%A8%D9%8A%D9%84-%D8%A7%D9%84%D8%A8%D9%84%D9%88%D8%B4%D9%8A-%D9%85%D8%B3%D8%A7%D8%B9%D8%AF%D8%A7 نسخة محفوظة 2021-09-26 على موقع واي باك مشين.
7. ↑  "Mourad Boussebt Bio, Stats, and Results". Olympics at Sports-Reference.com (بالإنجليزية). Archived from the original on 2017-07-12. Retrieved 2017-01-28.
8. ↑  "اليوم تتويج مسقط بدوري اليد وأهلي سداب وصيفا". iNewsArabia.com. مؤرشف من الأصل في 2018-04-06. اطلع عليه بتاريخ 2017-01-28.
9. ↑  "في احتفالية ختامية لدوري عام كرة اليد لموسم 2014/2015 .. تتويج فريق مسقط باللقب وأهلي سداب وصيفا والسيب في المركز الثالث". جريدة الوطن. مؤرشف من الأصل في 2018-04-06. اطلع عليه بتاريخ 2017-01-28.
10. ↑  "في نهائي درع الوزارة لكرة اليد: مسقط أحرز اللقب .. ونادي عمان وجماهيره أشعلوا المنافسة - كوووورة وبس - KooooraWaBas.com". مؤرشف من الأصل في 2018-04-06. اطلع عليه بتاريخ 2017-01-28.
11. ↑  "خبرة مسقط حسمت اللقب .. وإصابات لاعبي نادي عمان أهدرت الإنجاز - جريدة عمان 2016". 2016.omandaily.om. مؤرشف من الأصل في 2018-04-06. اطلع عليه بتاريخ 2017-01-28.
12. ↑  "مسقط يتوج باللقب الثالث على حساب أهلي سداب ومجيس يخطف البرونزية من السيب". جريدة الوطن. مؤرشف من الأصل في 2018-04-06. اطلع عليه بتاريخ 2017-01-28.

## وصلات خارجية
- مراد بوسبت على موقع اللجنة الأولمبية الدولية (الإنجليزية)
- مراد بوسبت على موقع أوليمبيديا (الإنجليزية)